# Lucio Ávila Rojas
Lucio Ávila Rojas (Puno, 1 de diciembre de 1947) es un doctor en administración, economista y político peruano. Fue congresista por el departamento de Puno durante el periodo parlamentario 2016-2019.
Nació en Puno, Perú, hijo de Félix Ávila y Martina Rojas Quispe. Cursó sus estudios primarios y secundarios en su ciudad natal. Entre 1967 y 1973 cursó estudios superiores de Economía en la Universidad de Pittsburgh. Asimismo, entre 2002 y 2003 cursó el doctorado en administración en la Universidad Nacional Federico Villarreal. Desde 1975 es docente de la Universidad Nacional del Altiplano y, entre 2010 y 2014 fue rector de la misma.
Su primera participación política se dio en las elecciones municipales de 1995 cuando fue elegido como regidor de la provincia de Puno. Participó en las elecciones regionales del 2014 como candidato a presidente del Gobierno Regional de Puno quedando en tercer lugar con el 13.049% de los votos. En las elecciones generales del 2016 fue elegido congresista por Puno por el partido Fuerza Popular. Durante su gestión participó en la formulación de 271 proyectos de ley de los que 42 fueron promulgados como leyes de la república.
En febrero del 2018, luego del primer proceso de vacancia contra el presidente Pedro Pablo Kuczynski, Ávila renunció a la bancada de Fuerza Popular por la expulsión de ésta de Kenji Fujimori. Posteriormente reconoció que su renuncia se debió a que el gobierno de Pedro Pablo Kuczynski le ofreció la construcción de obras en Puno. Su mandato se vio interrumpido el 30 de noviembre del 2019 cuando el presidente Martín Vizcarra disolvió el Congreso de la República.
En diciembre del 2019, la Fiscalía Provincial Corporativa especializada en Delitos de Corrupción de Funcionarios imputó a Ávila el delito de colusión agravada por hechos cometidos durante su periodo como rector de la Universidad Nacional del Altiplano.